# Tania Raymonde
Tania Raymonde Helen Katz (Los Angeles, 22 marzo 1988) è un'attrice statunitense.

## Biografia
È nata e cresciuta a Los Angeles, in California, da padre statunitense d'origine ebraico-polacca e da madre francese d'origine còrsa e religione cattolica. Ha il suo primo ruolo di rilievo nella serie televisiva Malcolm, dove interpreta il personaggio di Cynthia Sanders; in seguito appare in molte altre come Providence, Raven e NCIS - Unità anticrimine.
Acquisisce una certa popolarità con il ruolo di Alex nella serie Lost; recita inoltre nei film Chasing 3000, The Other Side of the Tracks e Still Waiting.... Nel 2006 scrive, dirige e cura il montaggio del cortometraggio Cell Division, presentato e premiato al Fort Lauderdale International Film Festival.
A fine 2007 appare nel videoclip di Won't Go Home Without You dei Maroon 5. Dal 2011 è coprotagonista delle serie televisiva Death Valley.
Nel 2013 interpreta il ruolo di Jodi Arias nel film biografico Sesso, bugie e selfie, basato sul caso di cronaca di Travis Alexander, ucciso nel 2008.

## Filmografia parziale

### Cinema
- L'amore a 13 anni (Children on Their Birthdays), regia di Mark Medoff (2002)
- The Garage, regia di Carl Thibault (2006)
- Japan, regia di Fabien Pruvot (2008)
- Chasing 3000, regia di Gregory J. Lanesey (2008)
- Oltre i binari (The Other Side of the Tracks), regia di Alejandro Daniel Calvo (2008)
- Still Waiting..., regia di Jeff Balis (2009)
- Wild Cherry, regia di Dana Lustig (2009)
- Trophy Kids, regia di Josh Sugarman (2011)
- Blue Like Jazz, regia di Steve Taylor (2012)
- Non aprite quella porta 3D (Texas Chainsaw 3D), regia di John Luessenhop (2013)
- Manson Girls, regia di Susanna Lo (2015)
- The Guilty Innocent, regia di Jamie Marshall (2017)
- Cliffs of Freedom, regia di Van Ling (2019)
- Blu profondo 3 (Deep Blue Sea 3), regia di John Pogue (2020)
- Futra Days, regia di Ryan David (2022)

### Televisione
- Providence – serie TV, episodio 2x22 (2000)
- Malcolm (Malcolm in the Middle) – serie TV, 5 episodi (2000-2002)
- The Nightmare Room – serie TV, episodio 1x02 (2001)
- Raven – serie TV, episodio 1x08 (2003)
- The Guardian – serie TV, episodio 3x02 (2003)
- Medium – serie TV, episodio 2x18 (2006)
- Lost – serie TV, 18 episodi (2006-2010) - Alex Rousseau
- Cold Case - Delitti irrisolti (Cold Case) – serie TV, 8 episodi (2008-2009)
- CSI: NY – serie TV, episodio 5x05 (2008)
- Hawaii Five-0 – serie TV, episodio 2x05 (2011)
- Death Valley – serie TV, 12 episodi (2011)
- 90210 – serie TV, 3 episodi (2012)
- Switched at Birth - Al posto tuo (Switched at Birth) – serie TV, 10 episodi (2012)
- Sesso, bugie e selfie (Jodi Arias: Dirty Little Secret), regia di Jace Alexander – film TV (2013)
- The Big Bang Theory (The Big Bang Theory) – serie TV, episodio 7x15 (2014)
- The Last Ship – serie TV, 4 episodi (2015-2016)
- Golia (Goliath) – serie TV, 8 episodi (2016)
- NCIS - Unità anticrimine (NCIS) – serie TV, episodi 2x17-20x13 (2005-2023)
- S.W.A.T. – serie TV, episodio 6x10 (2023)

## Doppiatrici italiane
Nelle versioni in italiano delle opere in cui ha recitato, Tania Raymonde è stata doppiata da:
- Letizia Scifoni in Lost, Malcolm (st. 3-7), Sesso, bugie e selfie
- Chiara Gioncardi in Death Valley, Non aprite quella porta 3D
- Domitilla D'Amico in Malcolm (st. 2), Goliath
- Francesca Manicone in The Last Ship, S.W.A.T.
- Ilaria Latini in NCIS - Unità anticrimine (ep. 2x17)
- Chiara Colizzi in NCIS - Unità anticrimine (ep. 20x13)
- Valentina Pollani in Law & Order - Criminal Intent
- Antonella Baldini in The Big Bang Theory
- Beatrice Caggiula in Oltre i binari
- Valentina Stredini in Avvocato di difesa - The Lincoln Lawyer